# Justicia mendoncae
Justicia mendoncae är en akantusväxtart som beskrevs av Raymond Benoist. Justicia mendoncae ingår i släktet Justicia och familjen akantusväxter. Inga underarter finns listade i Catalogue of Life.